# Прапор Польщі
Прапор Польщі — офіційний прапор Республіки Польща. Прапор є прямокутним полотнищем зі співвідношенням сторін 5:8, розділеним на дві рівні горизонтальні половини: верхня — білого, а нижня — червоного кольору.

## Історія
Уперше польські кольори кодифіковано в дозволі сейму Королівства Польського від 7 лютого 1831:
|  | Палата сенаторів і Палати депутатів після слухання висновків парламентського комітету з огляду на необхідність єдиних знаків, відповідно до якого необхідно об'єднати поляків, вирішила: Стаття 1. Національна кокарда буде кольору герба Королівства Польського і Великого князівства Литовського, це білий з червоним. Стаття 2. Всі поляки, а саме польська армія, мають носити ці кольори в тому місці де подібні ознаки досі носили. Прийнято на засіданні Палати депутатів 7 лютого 1831 року. |

Після відновлення незалежності Польщі 1918 року біло-червоний прапор офіційно затвердив Сейм 1 серпня 1919 року як національний і відтоді не змінювався.
Кольори польського прапора є відображенням державного герба. Білий колір на прапорі символізує білого орла, червоний колір уособлює фон герба. У геральдиці білий колір (срібло) позначає моральні, духовні цінності та бездоганну чистоту; червоний колір є символом вогню, мужності і відваги. Державний герб Польщі зображений у вигляді фігурного щита, на червоному тлі якого розташована біла орлиця короля П'яста. Переказ свідчить, що король П'яст був легендарним селянським королем древніх полянських племен. Він був простим хліборобом. Народ обрав його королем, і він поклав початок історичної династії П'ястів, яка мала свого герба — зображення білого орла. Таким чином, герб Польщі, поряд з провідними прагненнями польського народу, поєднує і його давні традиції. У цьому випадку орел на гербі виступає символом давніх народних традицій. Герб без корони був прийнятий у 1955 році, а в 1990 році білому орлу повернули корону.

Інші прапори
1956 — 1990 Урядовий прапор
1945 — 1990 Прапор ВМС

## Конструкція прапора
|                     |
| Конструкція прапора |

## Схожі прапори
Прапор Польщі схожий (до ступеня змішання) на кілька державних, регіональних і міських прапорів.

Прапор Королівства Богемії, Чехословаччини (1918—1920) та Чехії (1990—1992)
Прапор Індонезії
Прапор Монако